# Walter F. Otto
Pour les articles homonymes, voir Walter Otto et Otto.
Walter F. Otto (Walter Friedrich Gustav Hermann Otto), né le 22 juin 1874 à Hechingen et mort le 23 septembre 1958 à Tübingen, est un philologue classique allemand connu pour son travail sur l'importance et la signification de la mythologie et de la religion grecque antique. Son principal ouvrage est Die Götter Griechenlands (Les Dieux de la Grèce) dont la première édition date de 1929. Il ne doit pas être confondu avec un autre historien contemporain, spécialiste de l'Antiquité, Walter Otto (1878-1941).

## Biographie
Walter F. Otto était le fils d’un pharmacien. Sa famille déménagea à Stuttgart et c’est là que le jeune Otto poursuivit ses études secondaires. En 1892, il fut admis au séminaire protestant de Tübingen où il bénéficia d’une sorte de bourse, sous forme d’un hébergement et d’une scolarité gratuits contre diverses corvées à exécuter.
Otto commença par étudier la théologie protestante, comme ce qui était prévu pour les étudiants du séminaire où il était inscrit. Mais au bout de deux semestres, il passa à l’étude de la philologie classique. Il fut l’élève des professeurs Otto Crusius, Ludwig Schwabe et Wilhelm Schmid. Schmid invita Otto à partir pour Bonn. Il y termina ses études sous la direction de Hermann Usener et Franz Bücheler. Ce dernier marqua tellement Otto qu’il devint à l’instar de son maître en premier lieu un spécialiste de philologie latine qui pendant les vingt années suivantes travailla sur la culture et la littérature romaines. Aujourd’hui Otto est plutôt connu au premier chef pour ses travaux ultérieurs (à partir des années 1920) comme helléniste.
Otto fut promu docteur en 1897 puis il passa son examen d’État pour l’enseignement dans les hautes écoles. Dans les années suivantes, il travailla comme assistant à la préparation du Thesaurus Linguae Latinae (ThLL) et partit pour cela à Munich. Jusqu’en 1911, il fut le rédacteur de l’Onomasticum Latinum. La même année il passa son habilitation et reçut un appel de l’université de Vienne où il devint professeur de philologie classique. Il enseigna ensuite à Bâle (1913) et enfin à l’université nouvellement créée de Francfort à partir de 1914 et ce pendant vingt ans.
En 1934, le régime hitlérien le contraignit à s’éloigner à Koenigsberg. De 1933 à 1945, il fut membre du comité directeur des Nietzsche-Archiv et dont il prit la direction à partir de 1935. En 1939-1940, il fit paraître avec Karl Reinhardt et Ernesto Grassi la revue Geistige Überlieferung (Tradition spirituelle). Otto exprimait dans l’introduction son souci pour la figure authentique de la tradition antique face à toutes les manipulations. Cette publication fut rapidement interdite. En 1944, Otto dut fuir Koenigsberg face à l’avancée russe, abandonnant ses livres et ses manuscrits. Jusqu’à la fin de la guerre, il trouva refuge en Bavière.
Après la défaite allemande, Otto ne trouva que des remplacements, fin 1945, à Munich, en 1946 à Göttingen puis à Tübingen. Dans tous les cas, il enseignait la civilisation grecque. Quand les chaires de l’université de Tübingen furent reconstituées, il devint professeur émérite. À Tübingen, Otto trouva le repos, de bonnes conditions de travail et de nombreux étudiants. Jusqu’à 83 ans, il dispensa cours et colloques. Quand il mourut en 1958, il travaillait à une nouvelle publication Die Bahn der Götter (La Voie des dieux) qui parut à titre posthume en 1963. Il est enterré à Tübingen.

## La pensée de W. F. Otto
Dans ses écrits sur la religion et la mythologie grecques, particulièrement dans Les Dieux de la Grèce et Dionysos (1933), Otto cherchait à mettre en avant les traits « rationnels » de la mythologie antique. Ainsi il se distanciait notamment de l’ancienne école des sciences des religions traditionnelles (Hermann Usener). La religion grecque était comprise par Otto comme une sorte de « religion de la connaissance objective » (Karl Reinhardt). Ceci explique la force toujours agissante jusqu’à aujourd’hui des écrits d’Otto précisément auprès de savants en dehors de la corporation des philologues comme Karl Kerényi. Pour les mêmes raison, Otto fut parfois attaqué, notamment lors de la parution de Theophania en 1959, par des théologiens chrétiens qui l’accusaient de vouloir faire revivre la religion grecque antique. Otto rejetait lui-même une telle lecture de son œuvre comme une absurdité.
Néanmoins, on doit noter que Otto passait aux yeux de ses amis eux-mêmes pour « croire en Zeus » et qu’il est aujourd’hui en grande révérence dans les milieux reconstructionnistes helléniques.
La pensée de W. F. Otto est « une adhésion ouverte et sans détours à la piété païenne » . Otto voulait faire saisir « l’esprit » de la religion grecque, et « élucider notre rapport au  monde grec » (H. Labrusse). Pour ce faire, il voulait en faire saisir toute l’étrangeté pour nous, et d’abord celle du concept de religion dans ce monde, en présentant cette piété païenne dans son absolue opposition au christianisme familier à nos mentalités et à nos schémas d’interprétation du fait religieux. Dans ce cadre, Otto insistait sur le caractère non-autoritaire de l’hellénisme (ni Créateur, ni dogmes, ni Église), l’absence des notions de péché, de chute et de salut. « Ainsi, écrit-il, l’amour, l’amour tout puissant, au lieu de la volonté et de l’obéissance ». Saisir l’« expérience » grecque du divin, c’est comprendre comment les dieux se manifestaient aux Grecs, au cœur du quotidien, de l’action et de la vie. « Les dieux se manifestent dans ce qui anime l’homme au plus intime ». Otto apparait fasciné par cette expérience-là, tout en affirmant son caractère totalement différent de la nôtre : « Chaque fois, le divin est apparu aux hommes selon leur propre manière d’être. Il a donné figure à leur existence et a d’abord fait d’eux ce qu’ils devaient être ». Otto était nostalgique de cette expérience qui se résumait pour lui les noms des Muses, des Charites et des Heures. Nostalgique de ceux qui s’étaient tournés vers Elles et probablement aspirant à le faire.
Si l’expérience religieuse hellénique se confondait pour Otto avec l’expérience grecque du monde, il y présentait et y exposait d’abord une perspective non-dualiste (Créateur/créatures, extérieur/intérieur, monde/homme…), à la différence, selon lui, des monothéismes abrahamiques. Le divin n’est pas le « Tout-Autre », mais « ce qui nous entoure, dans quoi nous vivons et respirons ».

## Œuvres
- Nomina propria latina oriunda a participiis perfecti (Dissertation), Supplement-Bd. 24 (1898) der Jahrbücher für classische Philologie
- Der Geist der Antike und die christliche Welt, Bonn, 1923.
- Kulturgeschichte d. Altertums. Überblick üb. neue Erscheinungen, München, Beck, 1925.
- Die Manen oder Von den Urformen des Totenglaubens, Berlin 1923 (2. Aufl. Tübingen 1958; Nachdruck, Darmstadt, 1983)
- Die altgriechische Gottesidee, Berlin, 1926.

° Binding, Rudolf G., W. F. Otto, Nähe der Antike / Zeit und Antike. Zwei Ansprachen, Frankfurt am Main, Englert und Schlosser, 1926.
- Die Götter Griechenlands. Das Bild des Göttlichen im Spiegel des griechischen Geistes, Bonn 1929; jetzt, Frankfurt am Main 2002 (9),  (ISBN 978-3-465-03173-4).
- Der europäische Geist und die Weisheit des Ostens, Frankfurt am Main, 1931.
- Dionysos. Mythos und Kultus, Frankfurt am Main, 1933; jetzt, Frankfurt am Main 1996 (6),  (ISBN 978-3-465-02874-1).
- Der griechische Göttermythos bei Goethe und Hölderlin, Berlin, 1939.
- Grassi, E., W. F. Otto und K. Reinhardt (Hrsg.):

Geistige Überlieferung. Berlin, Helmut Küpper, 1940, SS.
- Der Dichter und die alten Götter, Frankfurt am Main, 1942.
- Das Vorbild der Griechen, Tübingen/Stuttgart, 1949.
- Jensen, Ad. E.:

Mythe, Mensch und Umwelt. Beiträge zur Religion, Mythologie und Kulturgeschichte von F. Altheim, H. Baumann, A. Erler, M. Gusinde, R. von Heine-Geldern, J. Henninger, Ad. E. Jensen, K. Kerenyi, W. Krickeberg, H. Lommel, W. F. Otto und Anderen. (Festschrift zum 50-jährigen Jubiläum d. Frobenius-Institutes, gleichzeitig Bd. IV der Zeitschrift Paideuma), Bamber, Bamberger Verlagshaus Meisenbach & Co, 1950.
- Gesetz, Urbild und Mythos, Stuttgart, 1951.
- Die Musen und der göttliche Ursprung des Singens und Sagens, Düsseldorf, 1954.
- Die Gestalt und das Sein. Gesammelte Abhandlungen über den Mythos und seine Bedeutung für die Menschheit, Düsseldorf 1955.
- Herodot, Historien : deutsche Gesamtausgabe / übers. von A. Horneffer. Neu hrsg. und erl. von H.W. Haussig. Mit einer Einl. von W.F. Otto, Stuttgart: Kröner, 1955.
- Theophania. Der Geist der altgriechischen Religion, 2. Aufl. Hamburg, 1959; jetzt: Frankfurt am Main, 1993 (3),  (ISBN 978-3-465-02597-9).
- Die Sprache : Vortragsreihe München Berlin 1959 [Guardini, von Weizsäcker, F. G. Jünger, Georgiades, W. F.Otto, M. Heidegger] / Hrsg. Von der Bayerischen Akademie der schönen Künste. -

München : Oldenbourg, 1959.
- Mythos und Welt, Stuttgart, 1962
- Das Wort der Antike, Stuttgart, 1962
- Die Wirklichkeit der Götter. Von der Unzerstörbarkeit der griechischen Weltsicht, hg. von Ernesto Grassi, Reinbek bei Hamburg, 1963
- Epikur, Stuttgart, Klett, 1975
- Dazu kommen zahlreiche Veröffentlichungen in Zeitschriften, Lexika usw. sowie diverse Herausgeberschaften (u. a. Hesiodea. Festschrift für Karl Reinhardt, 1952).

## Textes traduits en français
- Dionysos. Le mythe et le culte, Paris, Gallimard, 1969, traduction Patrick Lévy.
- Les Dieux de la Grèce : la figure du divin au miroir de l'esprit grec, Paris, Payot, 1981, traduction Claude-Nicolas Grimbert et Armel Morgant, préface Marcel Detienne.
- Essais sur le mythe, Toulouse, Trans-Europe-Repress, 1987, traduction Pascal David. Réédition Allia 2017  (ISBN 9791030407068).
- L'Esprit de la religion grecque ancienne : Theophania, Paris, Berg international, 1995, traduction Jean Lauxerois et Claude Roëls.
- "Le Prodige du verbe et du chant", Paris, Belin, Poésie, n° 124, 2e trim. 2008, pp. 48-59, traduction Nicolas Waquet.
- La Parole de l’Antiquité, Paris, Éditions du Grand Est, 2010.
- Épicure, Paris, Allia, 2021, traduction Laurent Ferec.

## Ouvrages introductifs
- Jean Lauxerois, Walter F. Otto et le sens grec du divin, Paris, Éditions du Grand Est, 2009.
- J. Reverzy, "W. F. Otto", Sud, Marseille, 1987, n° 71-72.